# トリリオンゲーム
『トリリオンゲーム』は、原作：稲垣理一郎、作画：池上遼一による日本の漫画作品。『ビッグコミックスペリオール』（小学館）にて、2021年1号より連載中。2024年11月時点でコミックスの累計発行部数は210万部を突破している。
2023年7月よりTBS系列にてテレビドラマが放送された。
2023年9月15日、テレビドラマの最終回放送終了直後にテレビアニメ化され、TBSテレビで放送されることが発表された。
2024年2月17日、テレビドラマの続編となる劇場版が2025年に公開予定であることが発表された。

## 概要
稲垣にとっては初となる青年誌連載であり、「ビジネスシーンが舞台の現代劇で、清々しいくらい『金を儲けることが全て』に特化したものを作りたい」と考えた作品である。
稲垣が漫画家として活動を始めた当初は、系列誌の『ビッグコミックスピリッツ』でいくつかの読切を発表したことがあり、池上とは2015年掲載の読切『こぶしざむらい』に続いてタッグを組む。稲垣がネームを作り、池上が作画を入れるという役割分担で成立している。制作過程での最終決定権はシナリオとセリフは稲垣が、絵やデザインは作画担当の池上が持つことになっている。
もともと本作は、稲垣が中学生時代に作っていたシナリオが原型となっており、そのアイデアを現代風に作り替えたものが当作品である。スピリッツの原作賞にも応募したこともあり、最終候補にまで残っていたが受賞に至っていない。その該当作で主人公ハルとガクの原型は出来上がっており、世界長者番付にも乗るという結末も同じ。内容はテレビ局の株式を買収してのし上がるが、その数年後にライブドア事件が実際に起こってしまい、そのままでは漫画原作として使えなくなってしまった。
『スペリオール』2022年14号では「えなこmeetsトリリオンゲーム」と題して、コスプレイヤーのえなこによる桐姫・凛々・水樹・ハルのコスプレが披露された。
「次にくるマンガ大賞2021」でノミネートされる。単行本第2巻の帯には千鳥が、第3巻は横槍メンゴがそれぞれコメントを寄せている。2022年、「マンガ大賞2022」にて第6位を獲得。2024年には第69回小学館漫画賞を受賞。
スペリオール2024年14号～18号の間、池上の体調不良により休載していた。復帰以降は実質月1回の連載で行われている。
また2024年10月29日にハルの故郷として鳥取県を取り上げた際、県知事の平井伸治より稲垣に感謝状が贈られている。

## ストーリー
日本人で21世紀初の世界長者番付トップ10に名を連ねた、二人の青年ハルとガク。自分の素朴なイメージと掛け離れた現在に困惑するガクは、タワーマンション最上階で高価な家具に囲まれ、豪華なパーティーへの出席、ビジネスジェットでの移動……という華やかな生活の中で、なぜ自分たちがこうなったのかを回想していく。

### スタートアップ編
プロローグ
中学時代最後の春、カツアゲに遭遇したガクは偶然通りかかったハルに助けられる。半グレたちを容赦なく殴り続けたハルが、監視カメラに録画されてしまったため、ガクは購入したばかりのPCを使って監視カメラのシステムにハッキングして侵入し、動画を削除してみせる。ガクの手腕を見たハルは感心し、以来二人は友人となる。
月日は流れ、大学生になり就職活動をするガクだったが、生来のコミュ障のために全ての企業に面接で落とされてしまう。本命であった超巨大企業ドラゴンバンクにも落とされたガクは、アルバイトでドラゴンバンク本社の窓拭きをしていたところ、合格して入社式に出席しているはずのハルが突然現れ、「一兆ドル稼ぐため、一緒に起業しよう」と提案してくる。こうして、世界一のワガママ男・ハルの野望にガクは巻き込まれていくことになる。(第1巻 第3話まで)

セキュリティ・チャンピオンシップ編
起業するための資金を確保するため、ハルは投資家たちに5千万円の出資を希望するが断られ続け、ドラゴンバンクの社長令嬢・黒龍キリカ （桐姫）に出資を申し込み、2人に興味を持った彼女から「1億円の出資・51パーセントの株式」を提示される。
ハルは世界中のハッカーたちが腕を競う「セキュリティ・チャンピオンシップ」に出場する際に、『桐姫が1億円51％を提示！別の出資条件も急募 ‼︎（略）』というチーム名にすることで、キリカよりも好条件の出資を取り付けようとする。ハルが飲み会で知り合った100人から、ビデオチャットでアドバイスをもらうことで予選を突破。
キリカの怒りを買った2人は、決勝でキリカの秘書・長瀬率いるドラゴンバンク精鋭チームを始めとする全チームから、集中攻撃を受けてしまう。しかし、ハルが事前に仕掛けておいた偽物のWi-Fiルーターにより、全チームのパスワードを盗み取ったことで形勢逆転し、みごと優勝（後にレギュレーション違反で失格）。その破天荒な2人に興味を持ったベンチャーキャピタルの祁答院 一輝から、株式比率15パーセントで3千万円で出資を勝ち取る（第2巻 第10話まで）。

AIネットショップ編
『株式会社トリリオンゲーム』を起業して入社面接を実施したハルは、インターン中の生真面目な女子大生・高橋 凜々を代表取締役に抜擢。実は人力でセレクトする「ハッタリAI」を武器にしたネットショップ『ヨリヌキ』を立ち上げた3人は、システムを花屋チェーン会社『蜜園フラワー』に売却するため、ハルとガクは歌舞伎町のホストクラブに入店する。
ユーザーの求めるバージョンアップを重ねて、ホストやキャバクラの客にPRした結果、契約条件だった月商2千万円をわずか1か月で達成して、1億円の契約金を得る。だが、巨大資本ドラゴンバンクの丸パクリの競合サイトと、メディア攻勢によって売上は激減し、ハルはメディア帝国を作ると決意する（第3巻 第18話まで）。

### メディア帝国編
ソシャゲ&タレント事務所編
短期間で大きな売上を稼げるソーシャルゲームに活路を見出したハルは、「ハートのあるゲームを作りたい」という桜のゲーム会社を買収。ドラゴンバンクの人気ゲーム「ドラ娘」を作ったという『世界の堀本』によるソシャゲ製作をすると発表し、トリリオンゲームは投資家たちから20億円の出資を受ける。だが、『世界の堀本』は現実には存在しない、ハルがでっち上げた架空の人物であった。
ベンチャーキャピタルの祁答院が、過去に芸能事務所『ゴッドプロモーション』のチーフマネージャーをしており、人気タレントのひき逃げを庇って前科者となっていたことを知ったハルは、半ば脅迫まがいに大株主たちを篭絡して『ゴッドプロモーション』の買収を行い、祁答院を社長に据えることに成功する。
ドラ娘の本当の制作者を探すため、ガクはドラゴンバンクの中枢サーバーにハッキングを敢行するが断念。すぐにガクの仕業と見抜いたキリカからの尋問紛いの遊園地デートを経て、実際のプロデューサー蛇島を引き抜くことに成功する。蛇島のアドバイスの下で、桜たちが過去に作ったゲームを改修して人気ゲームに生まれ変わらせる。
一方、ハルは芸能界のドン・皇と組み、新作ゲームのCMやプロモーションに起用させる（第5巻 第39話まで）。

トリリオンTV編
トリリオンゲームの株主3名（ハル・ガク・祁答院）は、ドラゴンバンクの社長 黒龍一真の自宅に招待される。内容は株式交換によるドラゴンバンク傘下の完全子会社化と、ハルとキリカを結婚させて婿入りさせる提案だった。その提案を断って黒龍一真の怒りを買ったハルは、「ドラゴンバンクの買収」を宣言。その資金稼ぎおよび世論形成のため、ネットテレビ事業の立ち上げに入る。
一方、ドラゴンバンクはアメリカのネットテレビ会社「D-REX」社を買収。その日本法人『D-REXジャパン』の社長に就任したキリカは、業界の知識を持つ日影のアドバイスを受けながら、地上波テレビ局の株式を次々と取得して、各テレビ局に番組を差し出させることに成功。着々と加入者数を増やし、日本国内で独り勝ちの地位を獲得しつつあった。
一方、トリリオンゲームは祁答院・皇との協力を経て『トリリオンTV』を立ち上げる。ハルは首都圏地上波テレビ局のうち、唯一キリカが歯牙にもかけなかった局「東京瓦テレビ」のアナウンサー白虎あかりと、そのプロデューサー功刀を取り込み、共同で報道番組のスタートにこぎつけた。
両陣営は、会員集めや起用するタレント、撮影スタジオ確保などあらゆる点で競争を繰り広げていく。ある夜、ハルはキリカを呼び出し、「お互い足りないところを補うため」プロポーズを行う。キリカはハルとの家族生活を連想するが、結婚は棚上げとしてビジネスでは組み、『T-REX連合』として再出発することになる（第8巻 第57話まで）。

### 情報帝国編
株式公開編
ハルはキリカからの誘いで携帯キャリア事業の新会社設立に乗ることを決めるが、その準備資金として『1兆円』と設定された。技術はガク、人脈はキリカと役割分担が決まる中で、資金調達担当となったハルはトリリオンゲーム社の新規株式公開（IPO）の取り組みを開始した。
ハルはIPOの主幹事候補として、「その場しのぎの吹かし」で仕事を取ってくる営業マン・『パイレーツ証券』の宝田と組む。宝田のサポートもあり、投資家への事前説明をハルの大活躍で切り抜け、わずか1年でのスピード上場まで目前となった。
そんな中、黒龍一真はキリカの手引きにより「トリリオンゲーム社を敵対的買収する準備」を密かに進めていた。それを察知したハルは、買収防衛策として公開価格を吊り上げるため、中東系のファンドリーダーであるアハマド王子に新株を買ってもらうべく、資金協力を取り付ける。
帰国後、トリリオンゲーム社はプライム東証一部の株式上場を果たす。公開価格も黒龍一真が見積っていた倍近くの株価となり、時価総額の吊り上げにも成功して敵対的買収も退け、ハルは予告通り1兆円を集めた（第9巻 第67話まで）。

スマホキャリア編
資金集めに成功後、桐姫は電波帯域を分けてもらうため、大日本ガイア通信の社長・五鬼継と交渉を行う。それとほぼ同時期にハルとガクはミスリル工業の鉱社長を訪ね、ミスリルフォンの商品提供及びトリリオンモバイルに出資してもらう商談が成立していた。鉱より五鬼継の名前を聞いたハルとガクは、桐姫と共に首相官邸で商談する。
五鬼継は電波帯域の件を快諾するが、トリリオンゲーム社にアンテナを全国くまなく建てさせて資金を溶かし、メディア事業を乗っ取る算段があった。ミスリルフォンからの出資話や銀行からの資金調達の手段も五鬼継によって塞がれる中、ハルは衛星通信の企業であるギャラクシーモバイル社と契約にこぎつける。
加えてハルは密かにNPO非営利団体『HAL』を名乗り、大学の登山サークルにトリリオンモバイルの端末を提供。そのサークルが起こした事故により既存の電波がつながらない山間部でも、トリリオンモバイルなら衛星通信によりつながることを証明。ハルは業界2位のアルテミスモバイル社長である月光に、五鬼継を倒そうと持ち掛けていく（第9巻 第71話まで）。
アルテミスモバイルとの提携が決まった後、ハルは密かにガイア通信のコンタクト先や作戦を調べ、ガイア通信の取引先や狙いを調べていく。ガイア通信が計画していた「広告なしプラン」をトリリオンモバイルでパクリ、ガイア通信のユーザーを奪うことに成功。契約者数1,000万を突破した。

プロ野球編
契約者数1,000万突破のパーティーの外では、ハルが桐姫と公園でキスをしていたことがパパラッチされる。そして、その記事を読んだあかりは恋敵に奪われて動揺しながらも、この記事が「桐姫の仕込み」であることに気づく。後日ハルは桐姫とトリリオンゲーム社を訪ね、「今後トリリオンゲーム社は俺と桐姫のものとする。次の株主総会でガクは取締役から外し、凛々は社長から降格」とガクに宣言。桐姫の目論見通り、トリリオンゲーム社を内部からの破壊を始める。その話を知った黒龍一真は、ハル・ガク・桐姫の3人に興信所を付けろと指示する。
後日ハルとガクは深夜の野球場スタンドで落ち合う。そこで初めてガクは興信所を付けられていることを知り、ガクはハルに演技で「仲たがいしている」と装うために殴られてしまう。翌日、会社にいるガクに入ったハルからの連絡は「再就職先としてプロ野球選手になる」だった。
ハルが訪問したのは自身の故郷・鳥取県にあるプロ野球団『鳥取フェニックス』の入団テスト。ハルは野球未経験でありながら、異次元のフィジカル能力を出すが不合格。その帰りに、試験官として来ていたフェニックスの選手会長・新堂に声をかけられる。
ハルは新堂を実家の寿司屋「寿司天王寺」に招待し、（ハルの仕込みで呼び寄せていた）スター選手の早乙女も入れて「（トリリオンゲーム社のネーミングライツ入りで）新スタジアムを建てる」話を持ち掛けた。
その翌日、トリリオンゲーム社にハルが社長となり、ガクと凛々が追い出される。今後の身の振り方を二人で話し合ったところ、新会社を興すことを決め、社名を「株式会社クワッドリリオンゲーム」とした。ガクと凛々で事業開始する所、祁答院の指示により水樹がガクの秘書として送り込まれる。トリリオンゲームでの実績により次々と新規顧客を獲得するが、ある日ガクは黒龍一真によりドラゴンバンク本社に呼び出され、ハルを潰すために自分と組むよう持ち掛けてきた。

## 登場人物

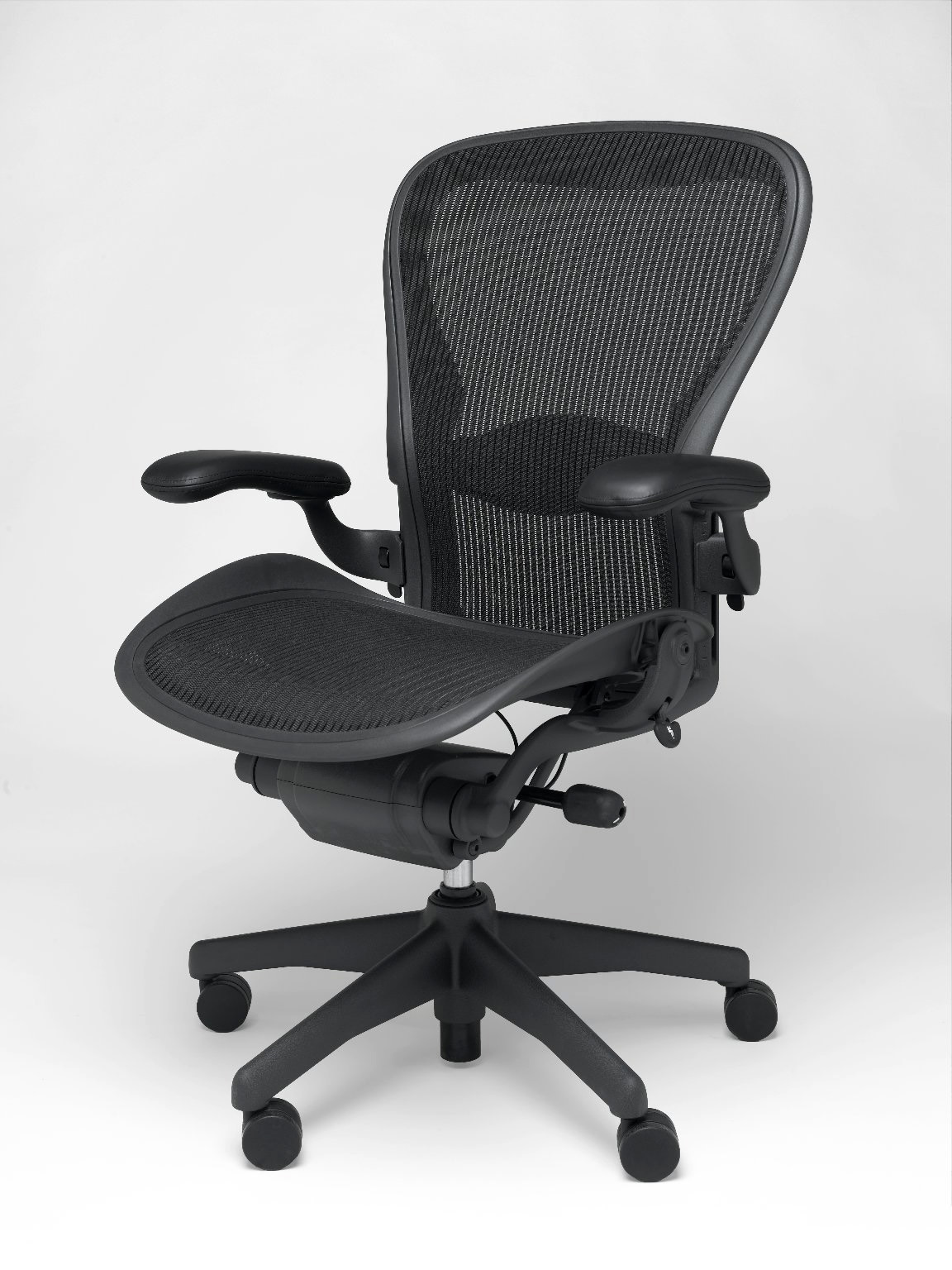
ハルが、ガクのために20万円で購入したアーロンチェア。この画像のものは、ランバーサポートタイプ。

声の項はテレビアニメ版の声優。

### 主人公
天王寺 陽（てんのうじ はる）
声 - 大塚剛央
主人公の1人。通称はハル。
長髪、「チャラい」見た目、「ワルいことにブレーキがない」男。口癖に「クハハ」という笑い声を発する。
『世界一のワガママ』を自称し、『1兆（トリリオン）ドルを稼ぐ』という一攫千金の野望達成のために一見無鉄砲に行動する。
天才的なコミュニケーション能力と体力、知力を持ち併せ、交渉・喧嘩・戦術など何でも簡単に勝てるように思われているが、勝つためなら手段を選ばない用意周到さと簡単に諦めない根性も持ち合わせている。ドラゴンバンクでの面接時に、キリカが突然に話してきたフランス語・中国語にも対応するなど、語学力にも通じている。本人はコミュ力については『投資』であり、『仲良くすることは傷つくリスクを負うこと』『人と人は怖くて当然』と発言しており、『（黒龍一真のような絶対に敵対する相手とは仲良くなれないため）全勝は出来ない』とも語っている。
技術については何も知らない分、ガクの技術力を高く買っており、二人で立ち上げた株式会社「トリリオンゲーム」内では渉外、営業、事業決定、そしてガクのサポート役と義理堅い面も見せている。
一度はドラゴンバンクの内定を取るも、本物の技術者であるガクを取らなかったことを理由に内定式中に辞めてガクと共に起業する道を選ぶ。なお、ハルのプライベートについては本編中でほとんど明かされておらず、大富豪になった後のガクの生活でも登場していない（後の「プロ野球編」で、実家は鳥取県にある寿司屋「寿司天王寺」で、父親は寿司職人。母親は早世していることが判明する）。
テレビアニメ最終回で描かれた原作者書き下ろしのエピローグでは大富豪編時点でのハルが登場。ガクと喧嘩別れをしたという名目で渡米し、準備を整えた後に日本から呼び寄せたガクと再会。アメリカの超大企業を相手に、更なるトリリオンゲームを開始するシーンで終了している。
平 学（たいら まなぶ）
声 - 石毛翔弥
主人公の1人。通称はガク。物語は彼の回想という形で進行する。ハルとはカツアゲから助けられて以来の縁であり、計画開始の際に彼が買ってくれた20万円の高級デスクチェア『アーロンチェア』を大事にしている。
IT関連の知識に長けた技術者（ギーク）で、独学ながらハッキングの腕前も高い。稲垣の目安では「100人中ナンバー2程度の実力」と定義しており、就職活動時の本命だったドラゴンバンクの面接前には同社のサーバーセキュリティの特徴を把握している。トリリオンゲーム内では開発担当で、作業をする際は袖にバンドをするルーティンがある。
ハルとは正反対に引っ込み思案、弱気でコミュ障であり、怖気づくと「あばば」という口癖を発する。そのために就職活動は全て面接で落とされてしまった。
足るを知る常識人で、常にハルの突飛な行動に振り回される。ただし、彼の性格を知っているだけにハルが何かを思いつくと、凛々と共に顔芸を披露するというコメディリリーフの役割も持つ。
なお、後述のゲーム『プチプチランド』が売れるまでハルと共に無給だった（凜々ら社員には入社時より給料が支払われていた）が、後に上場を果たし、設立されたトリリオンモバイル社では「CTO」（最高技術責任者）の肩書を持つ。
単行本各巻のオープニングは必ず「大富豪編」のシーンから入り、「株式会社トリリオンゲーム」での奮闘を回想する形で本編に入る。大富豪になった後も金銭感覚・性格・独身・服装はほぼ変わっておらず（500万円の指輪で「高い」と発言）、登場毎に水樹にいじられている。

### トリリオンゲームの関係者
高橋 凜々（たかはし りんりん）
声 - 田中有紀
ハルとガクが立ち上げた会社に初めて内定した大学生。在学中のインターン生の立場であるにもかかわらず、ハルの策略で「代表取締役社長」の座に座らされる。
「堅物」と呼ばれるほどしっかりした性格が災いして就職活動で全滅状態だったが、細かいところまで調査できる緻密さは2人にはない点として逆に評価された。
入社前は花屋でバイトしており、桐姫がハルとガクにお祝いで送った花は彼女がアレンジしていた。その知識を活かし、蜜園フラワーに事業売却までの間「ヨリヌキ」のハッタリAI役を務める。原作ではVTuberを使ったシーンは少ないが、ドラマ版ではハルがVTuberを『トリンリン』と名付けて接客した。
「ヨリヌキ」がヒットしたころに大学を卒業し、正式にトリリオンゲームの社長（株主ではないためいわゆる「雇われ社長」）となる。
後にハルが独断で、トリリオンゲームをガクの自宅から家賃月300万円の高層ビルのワンフロア（自称『トリリオンキャッスル』）に引っ越しを敢行した際は、凜々が管理業務を担当する。しかしその後もハルの独断で出資された20億円をゴップロ買収に使われたり、30億円をラスベガスへ社員旅行のカジノ保証金に使われたり、トリリオンTVの運営資金をスマホゲームの利益で賄われたりと引き続き振り回されている。
後に実家との仕送り電話で秋田県出身と思われる描写がある。また、IPO編の開始時でトリリオンゲーム創業4年が経過し、宝田の発言により凛々の年齢が「25歳」と判明する。
祁答院 一輝（けどういん かずき）
声 - 東地宏樹
祁答院ベンチャーキャピタル（VC）の社長。セクチャンに出場したハルとガクに興味を持ち、実際に最初の投資者（シードラウンド、株式比率15パーセントで3千万円）となる。
カウボーイハット、サングラス、靴底にクローバーとハートのアクセサリーを付けた紳士靴を着用している。この靴底は池上が「（かつていた芸能界を追われて一時人生が破綻した経験から）愛も幸運も信じないから、ハートとクローバーを踏みつけている」という意図で追加設定した。
口は悪いが面倒見は良いようで、さまざまな場面で二人を評価し手助けするが、彼も破天荒なハルに振り回される。喧嘩もハル並みに強い。
芸能事務所『ゴッドプロモーション』（通称『ゴップロ』）の元敏腕マネージャーで、桐姫とはそのころからの因縁。ある事件で芸能界を去った後、タレント育成経験で培った「人を見る目」を武器にベンチャーキャピタルを立ち上げる。
後にハルの策略に乗り、古巣の芸能事務所・ゴップロの三代目社長に就任する。
水樹（みずき）
声 - 若山詩音
「大富豪編」でガクの秘書をしている眼鏡の女性。
回想（トリリオンゲームの本編）ではまだ高校生で祁答院の秘書のアルバイトをしている。毒舌家で祁答院にもガクにも遠慮がない。
高校生ながら会社法や第三者割当増資の知識があり、祁答院の出資時にハルとガクに説明をしている。
ドラマ版では下の名前が公表されているが、原作では「水樹」としか呼ばれていない。

### ドラゴンバンクの関係者
黒龍 キリカ（こくりゅう キリカ） / 桐姫（きりひめ）
声 - M・A・O
ドラゴンバンクの社長令嬢・シンボル的存在で周囲からは「桐姫」と呼ばれる。弱冠20歳から同社の取締役をしており、周囲からはコネと思われている。本作品中では具体的な各キャラの年齢及び時代の経過を示していないが、稲垣は彼女の初登場時を23歳くらいに想定して作っている（ドラマ版では24歳という設定）。
モデルと思わせるほどの容姿と、中国語・フランス語を操る才色兼備であるが、性格は傲岸不遜で常に他人とビジネスライクに接する。
好きなタイプは『仕事のできる人』。よって自社の末端社員との会話さえ「時間の無駄」と断り、自身やドラゴンバンクの利益にならない者は容赦なく切り捨てる。
人を見る目と、父親（次項の黒龍一真）譲りの所有欲（手に入れるプロセスに興奮する『ワガママ』）癖がありハルとガクを自分の支配下に置こうとしている。彼らから持ちかけられた出資話に乗って1億円を用意し、代わりに株式比率51パーセント（51パーセント以上で実質的に支配権を掌握可能）を要求するが、その言質をハルに利用されてしまう。後に社内で飼い殺し状態の蛇島をガクに紹介し、トリリオンゲーム・ゴップロへの移籍を促し、事業拡大の幇助をさせた。この蛇島の移籍が黒龍一真との親子対立の原点となり、父親に自分を手駒扱いされることを極度に嫌っている。
ハルが黒龍一真からの子会社化および桐姫との結婚話を断った後、トリリオンゲームを潰すために『D-REXジャパン』を買収し、桐姫はその社長に就任。黒龍家が持つほぼ無限大の資金力と父親譲りの帝王学を武器に、巷の地上波在京キー局のコンテンツを次々と取り込むという辣腕を振るう。
なお、このキャラは登場毎に違うドレスを着用しており、マネキンに実際のスタイリスト（相澤樹）を起用して、実際に服や小物を着用させた上で描かかれている。
黒龍 一真（こくりゅう かずま）
声 - 土師孝也
ドラゴンバンクの社長。物語初回に後ろ姿で初登場し、物語中の書籍上の人物（ハルも凜々もその本を読了済）としても登場するが、「ヨリヌキ」事業が軌道に乗ったころに初めてセリフを発言している。
ビジネス上の邪魔になるモノ、もしくは自身が気に入ったモノを何でも欲しがる支配欲・所有欲を『ワガママ』と称して、財力にものをいわせて競合を引き入れて支配するか、破産や倒産させるまで潰してきた。愛娘の桐姫でさえ、自らの手駒として扱う。
その一環で成長過程のトリリオンゲームにもさまざまな妨害を行ってきたが、後にハルらに対し株式交換による全株式買収（ドラゴンバンクの完全子会社化）と、ハルの黒龍家への婿入り（桐姫との結婚）を提案する。その提示した買収価格は350億円で、幹部との会話で「小銭」と言い放っている（ドラマ版では700億円とされている）。
社内で多数の爬虫類を飼育している。
長瀬（ながせ）
声 - 水中雅章
桐姫のボディガード兼秘書。桐姫と常に行動しているだけあり、桐姫の心情や性格を推測・説明するシーンが多い。
桐姫への忠誠心が強すぎて、彼女にハルやガクが近づくことを快く思っておらず、トリリオンゲームの失敗を誰よりも喜ぶ。
セクチャン編ではドラゴンバンク選抜エンジニア班のリーダー役として、ハルとガクを徹底的に潰すよう画策する。
ドラマ版では下の名前が公表されているが、原作では「長瀬」としか呼ばれていない。

### AIセレクトショップ編
蜜園（みつぞの）
声 - 沢海陽子
花き事業の老舗『蜜園フラワー』の女社長。同業の大手競合会社の打倒と会社の再建をかけて、ハルとガクが作り上げたハッタリAIショップ「ヨリヌキ」事業を買い取る。
後にドラゴンバンクに目を付けられて大量の広告と予算投下により「ヨリヌキ」を潰された後は、蜜園フラワーの経営を続けながらハルの野望に協力する。
トリリオンゲームのゲーム制作の際には8千万円出資した。その配分で一度手放した自社ビルの買い戻しを果たす。
前山田（まえやまだ）
声 - 近藤浩徳
ハルとガクが創業時に訪問した個人投資家。創業時には出資を断ったが「ヨリヌキ」での実績で彼らを初めて評価し、ゲーム制作の名目で出資を募った際に一人で約7億円出資した。
緋勇人（ひろと）
声 - 古川慎
歌舞伎町のホストクラブ『華』のホスト。リリース直後の「ヨリヌキ」の改良・売り込みと、蜜園から出された買取条件をクリアするためにハルとガクが体験入店した際に知り合う。
暴力的な性格で、オラオラ営業により売上トップの座に君臨している。入店初月のハルと月間売上トップを争う中、ハルに喧嘩を仕掛けるが返り討ちに遭う。

### ソーシャルゲーム編
ここでの登場人物のうち桜・3人組・蛇島の5名は、ソーシャルゲーム編終了後も社員として残り、社内のシーンでモブキャラや狂言回し扱いとして度々登場している。
桜（さくら）
声 - 鈴木崚汰
ハルがドラゴンバンクへの対抗策として、最初に買収したソーシャルゲーム会社の社長。ホストのような恰好をしているが、女性には縁がない。
幼少期からゲームで育ったため、ゲームに対する思いは強く、物足りなさを感じたさいに発する「ハートが足んねぇ」が口癖。
彼の部下である社員からは「良いゲームは作れるが、ヒットさせる才能がない」「ゲーム以外に関してはほぼポリシーがない」と評されている。実際にマネタイズ（事業の収益化）が下手で、買収前は退職された社員たちにはドラゴンバンクにスカウトされ、残った社員3名（次項の二葉・斜森・巨椋）に3か月間の給与未払い、事務所の家賃未納を起こしていた。
この買収によりトリリオンゲームは「新作ゲーム制作」の名目で複数のエンジェル投資家らから総額20億円の調達を果たしたが、ハルはその資金をゴッドプロモーション買収に全額使ってしまう。
後にガクを通して、ハルにゲーム制作事業を騙った「捨て駒」扱いで買収されたことを知らされると、逆に燃えてガクと共に新作開発に取り掛かる。その過程で蛇島が加わり『プチプチランド』が大ヒットすると、蛇島にそそのかされて外車（オープンカー）を購入して乗り回すようになる。その外車はトリリオンゲームの他の社員を乗せたり、ハルが社用車代わりに借りていったりする。
ガクの大富豪編では結婚を果たし、引き続きトリリオンゲームで勤務している。
二葉（ふたば）・斜森（ななもり）・巨椋（おぐら）
声 - 千本木彩花（二葉）、安田陸矢（斜森）、新祐樹（巨椋）
桜のゲーム会社の社員。おさげの女性（二葉）、巨漢の男性（巨椋）と、常にキャップを被ってガムを膨らませている男性（斜森）の3名。
桜と共にトリリオンゲームに移籍し、引き続きゲーム開発に携わる。給与が支払われなかった時でも桜と苦楽を共にしてきたため、彼の最大の理解者たちでもある。
世界の堀本（せかいのほりもと）
ドラゴンバンクのヒット作であるソーシャルゲーム『ドラゴン娘』（略称『ドラ娘』）のゲームクリエイター、と言われているが、実際はハルが出資集めのために創り上げた架空の人物。
同業他社への引き抜き防止対策で『ドラ娘』のスタッフ未公表を逆手に取り、ハルは適当に見つけた小劇団の男優にかつらと付け髭を付けさせ、20億円調達の投資家を集めた新作発表会パーティーに出演させ、桜と組ませて制作にあたると仕込ませた（当然ながらバレないように、ハル自身が撮影したドラゴンバンク社内の写真を、赤の他人から買い取ったTwitterアカウントに貼る。堀本のWikiやまとめサイトを作る。桜に架空のゲーム企画書を送り付けるなどの工作もハル一人で行った）。
蛇島 透（へびじま とおる）
声 - 関俊彦
ガクがドラゴンバンクの社員から探し当てた『ドラ娘』の実際のクリエイター。
トリリオンゲームでは全社員が彼より年下のため、一人称は「おじちゃん」。他のトリリオンゲームの社員や雇い主の祁答院にも「ちゃん」付で呼んでいる。
金に無頓着な桜と逆のタイプで、トリリオンゲームの引き抜き交渉に月給1,500万円を要求する。
『ドラ娘』制作の契約上「外部に制作者の名前を出せない・売れても報酬面で報われなかった」ことから横領（桜の耳にその噂が流れており、疑われている）に走り、ドラゴンバンク社内で黒龍一真の意向により飼い殺し状態とされていた。
桜と開発に取り掛かる際にはトリリオンゲームのメンバーにソーシャルゲームの収益構造を説明するため、実際に『ドラ娘』の売上データを持ち出している。
凜々から要求通りの給料を出せないと知ると退職していくが、直後にハルに拾われ、ゴップロに入社。即刻トリリオンゲームへ出向する。
その際の月給は、祁答院からの提示で「200万円+ゴップロのストックオプション」となる。ガクが大富豪になった後にも登場し、ゲームのヒットやこのストックオプションで財産を築いている。

### タレント事務所編
神（じん）
声 - 松風雅也
祁答院がかつて勤めていた芸能事務所『ゴッドプロモーション』の二代目社長。
自社の女性タレントと肉体関係を持ったり、枕営業でクライアントや株主に売り込んでおり、以前より枕営業を嫌う祁答院と方針が合わなかった。
祁答院は先代社長のころから勤めている古株で、実力が劣り、小心者の彼のことを「ジュニア」と呼んで見下している（逆に神は祁答院を『（やり方が古い）昭和の男』と言って馬鹿にしている）。
本人はジュニアと呼ばれるのを嫌っているが、祁答院や、ゴップロのクライアントである桐姫にはその性格を見抜かれている。
祁答院の手引きで、ハルによる芸能界乗っ取りのターゲットとして狙われ、株主総会後は相談役に追いやられる。
ヒムロ
声 - 沢城千春
祁答院がゴッドプロモーションで育てていた若手男性タレント兼俳優。祁答院を慕っているが、彼が芸能界を追われる羽目になった元凶。
天パ組（てんパぐみ）
声 - 根本京里、小鹿なお、阿部里果、仁見紗綾
ゴッドプロモーション所属の四人組声優アイドルユニット。メンバー全員が天然パーマの女性。祁答院は過去に彼女たちの世話をしたことがある。
コージィ
声 - 千葉翔也
天パ組の大ファンの男性（トップオタ）。天パ組のライブイベントでファンに扮したハルに近づかれ、『ヨリヌキ』のインフルエンサーの役割を果たす。後にゴッドプロモーションの株主総会にも天パ組のライブ目当てで出席している。
皇（すめらぎ）
声 - てらそままさき
皇興業の会長。通称『芸能界のドン』と呼ばれており、各芸能事務所の約半数を傘下に治めている。
色黒で鍛えられた肉体には大きな傷を持ち、「ガジる」「イモを引く」などヤクザの業界用語を使う。
ゴップロの代表として近づいてきたハルを認めて、50：50の共同出資でタレントのIT展開を請け負う新会社設立に乗る。
マッコー
声 - 三宅健太
皇興業所属のタレント。皇を通して、ハルよりトリリオンゲームの新作『プチプチランド』のPRを依頼される。
オサバキちゃんねる管理人
声 - 川端快彰
視聴者数100万人以上を持つ暴露系YouTuber。芸能人が集まるパーティに潜入していたところをハルに見つかり、「スキャンダルを作る・取り消す」役目を担っている。

### トリリオンTV編
日影（ひかげ）
ドラゴンバンクが買収したD-REXジャパンの社員。妻子持ちの中年男性。
元地上波テレビ局社員でうだつが上がらない日々を過ごしてきたが、会議で桐姫に意見したことにより副社長に抜擢される。
D-REXジャパンでは長瀬と同様に、桐姫と共に行動する。
桐姫がハルと組んで『T-REXジャパン』として再出発したことで黒龍一真の逆鱗に触れたとばっちりを受け、中東にあるドラゴンバンク関連企業に最低5年以上といわれる転勤を命じられてしまう。本人は桐姫へ「自分を副社長へ引き上げてくれた恩返しのつもり」で敢えて受け入れ、妻子を残して単身旅立っていった。
後日、ハルがアハマド王子との交渉前に桐姫からの指示でハルと再会し、黒龍一真からの敵対的買収の防止に陰ながら協力した。
白虎 あかり（しろとら あかり）
声 - Lynn
東京瓦（かわら）テレビ在籍の報道アナウンサー。同局は「在京局最弱で、報道以外全て視聴率最下位を独走」という特徴があり、桐姫率いるD-REXジャパンが唯一触手を伸ばさなかった局である。
彼女はその報道の看板を背負い、女子アナ人気ランキング10位に位置している（祁答院曰く「瓦テレビとしては立派過ぎる数字」）。
直球的な性格で、上層部がハルからの提携を断っているにもかかわらず単身でトリリオンゲームに乗り込み、ハルと面談を行った結果、彼に心酔する。
後に桐姫と邂逅した際、ハルと桐姫の『ワガママ』の目的が違うことを初めて言語化した。
功刀（くぬぎ）
声 - 津田健次郎
東京瓦（かわら）テレビ在籍のプロデューサー。「報道に強い」という瓦テレビの地位を押し上げた人物。
アフロヘアに頭身が低い体型で、小さなコマでも大きな頭で描かれている。
瓦テレビの社長
声 - 楠見尚巳
具体的な名前は不明。ネット事業などの新技術に否定的で、提携のために近づいてきたハルを詐欺師とみなしている。
鉱 京太郎（あらがね きょうたろう）
声 - 内田夕夜
携帯電話製造会社・ミスリル工業社長。大ヒット携帯電話『ミスリルフォン』の欠陥をトリリオンTVにスクープされる。
瓦テレビのドラマのスポンサーでもあり、後に設立される『トリリオンモバイル社』への出資話でも登場する。

### 株式公開編
宝田（たからだ）
パイレーツ証券の若手営業マン。
トリリオンゲームがヨリヌキ事業を行っていた時に、匿名でハッタリAIのVTuber宛に花束を贈っていた過去がある・・・と登場当初に語っていたが、実際はネットの書き込みを見て言っていただけに過ぎない。その場しのぎの「吹かし」で仕事を取っていたため、引受しながらも上場条件を満たせていない企業を多く抱えている。
IPOの営業では最後にトリリオンゲーム社を訪問し、他社が「まずは3年かけて東証グロースから」と提案する中、スピード重視で「東証プライムを1年で一発上場」と提案する。
引受審査部長
パイレーツ証券での宝田の上司。挨拶代わりに宝田を殴るというパワハラ体質。
宝田が引き受けたトリリオンゲーム社を『ケツ青い成金のガキ共』と見下している。
アハマド王子
本名は『アハマド・ブン・アリー・アール・アハターン』
宝田の同業者仲間から紹介してもらった、中東系大手ファンドのリーダーで王族。
ハルの交渉により、トリリオンゲーム社の株式上場に乗ることになる。

### スマホキャリア編
五鬼継（ごきつぐ）
桐姫が知り合いの政治家を通して紹介してもらった、『大日本ガイア通信』の社長。
日本の通信業界のトップと呼ばれる。
人呼んで『規格外の傑物』かつ『規格外の俗物』で、息を吐くようにウソをつくことで知られる。
桐姫には『ヘルメス』に例えられており、ハルとガクは首相官邸で彼と会う。
月光（げっこう）
通信業界2位の『アルテミスモバイル』を率いる女社長。

### プロ野球編
新堂（しんどう）
鳥取フェニックスの選手会長。
15年続く球団の暗黒時代・それを立て直す気がないオーナー・球界最下位レベルの選手年俸・劣悪な育成環境の中で、何とかチームを立て直そうと奔走する。
早乙女（さおとめ）
鳥取フェニックスの選手。いわゆるイケメンで、チームの中で最もファンが多く、彼の個人人気で球団が存続している。
ハルから「CMオファーがもらえるのではないか」と期待して、寿司天王寺に来店する。

### その他
桃瀬（ももせ）
ガクの高校時代の同窓生の女性。当時は吹奏楽部に所属。高校時代は彼女と仲良くなるきっかけはあったものの、ガク自身の性格により結局会話さえろくに出来なかった経緯がある。
オープニングで語られたガクのささやかな未来像で、「一緒に暮らしたかった娘」は彼女を指す。
同窓会で成功者になりつつあるガクの近況を知ると、目の色を変えてアプローチを試みた。

## 用語
ドラゴンバンク
桐姫の父（黒龍一真）が社長を務める巨大IT企業。ハルいわく「ITヤクザ」。
財力にものを言わせて、規模の大小を問わず目ぼしい事業を買い叩いて事業拡大を図り（M&A）、買収を断られると後発で類似事業を起こして先行業者を潰してきた。
ガクは新卒でこの企業に入り、エンジニアとして活躍するのが子供のころからの夢だった。ハルとガクが後に「トリリオンゲーム」を立ち上げると、全ての活動でこの企業をターゲットにする。
セキュリティ・チャンピオンシップ
ドラゴンバンクが開催している世界的なハッキング大会。通称「セクチャン」。参加は自由だが、決勝戦に進めるのは約一千チーム中上位12チームまで。予選は大会用に建てられたサーバーへ侵入し、隠されたキーワードを見つけ出して点数を競う。決勝戦では同じ会場に集い、それぞれのチームのサーバーへの侵入と防御を同時にこなして点数を競う。モデルは「セキュリティコンテスト（通称「セクコン」）」という実在するコンテストから。
株式会社トリリオンゲーム
ハルとガクが祁答院から投資を受けて、立ち上げた会社名。創業時の所在地はガクの自宅アパート。
資本金はハルとガクが各10万円ずつ出し合い、後日祁答院VCによる出資が加わった計3,020万円。
主な社員はヨリヌキ編まででハル・ガク・凜々の3名。ソーシャルゲーム編で、桜と桜の部下3名（二葉・斜森・巨椋）が加わっている。
具体的に肩書が作中で示されているのは代表取締役社長の凜々のみ。ハルとガクの位置づけは「創業者」であるが、作中で社内の肩書については言及されていない。
20億円調達した際の投資契約書に東京都杉並区の描写がある。
ハルがセクチャンに登録した際のメールアドレス（第1巻4話で「長いチーム名」を登録して、桐姫をキレさせたシーン）に空メールを送ると、ハルとガクから返事が来る仕掛けになっている。
ヨリヌキ
ハルとガクが初めて手掛けた事業で、オンラインショップが欲しい事業者向けに作ったシステム。サイトはガクが制作。表向きは人工知能を駆使して顧客の買い物相談に乗るVTuber（ドラマ版では『トリンリン』と名付けられた）にチャットサポートを搭載した「AIショップ」と称しているが、裏では人力（凜々）がタイプして返信している（これをハルは『ハッタリAI』と呼んだ）。MVPの方式で実験した結果、「花き事業」として実績を積むことになる。
蜜園フラワーへの譲渡後しばらく成果を上げたもののドラゴンバンクの新規事業によって潰されてしまい、蜜園は資金確保のために本社社屋を売却。ハルはドラゴンバンクへの対抗策として『メディア帝国』の設立を決意。
その手始めにゲーム事業、次に芸能事務所買収にピボット（事業転換）していく。
ドラゴン娘（ドラゴンむすめ）
ドラゴンバンクのヒット作であるソーシャルゲーム。略称は『ドラ娘』（ドラむす）。ドラゴンバンクは人材流出防止の観点から、この作品の制作メンバーを公表していなかった。
これを逆手に取り、ハルは『世界の堀本』という架空プロデューサーをでっち上げ、一方ガクは桜とゲーム開発に向けて独力でドラゴンバンクのサーバーにハッキングを実行し、制作者の名前を調べようと試みる。
後にトリリオンゲームの『プチプチランド』の対抗策として、黒龍一真の命令で『ドラゴン娘ぷにぷに』をリリースするが、『プチプチランド』の後塵を拝し、多数のゲーム職人がトリリオンゲームに移籍することになる。
プチプチランド
ガク・桜・蛇島で作り上げたトリリオンゲーム初のアプリゲーム。
自分たちを「捨て駒」扱いと知った桜らがハルを見返すために開発を開始し、後にガクの活躍で蛇島が加わった。
元々は桜らが開発した『サバイバルアイランド』というゲームを蛇島が評価し、彼のアイデア（主に継続的な課金システム）を追加してリメイクしたもの。
後にゴップロが自社や皇興業のタレントを使ってこのゲームのPRを行う。
5巻の『プチプチランド』の打ち上げを行った屋形船シーンで登場するQRコードを撮影すると、作画担当である池上のTwitterアカウントに飛ぶことが出来る。
トリリオンTV
トリリオンゲームが設立したインターネットテレビ局。
プチプチランドで得た利益を原資に、ハルの目指す『メディア帝国』が形になったもので、ゴップロ・皇興業のタレントを起用している。
また、メインコンテンツである報道番組のプロデューサーに瓦テレビの功刀を、メインキャスターに白虎あかりを起用している。
この設立でドラゴンバンクはアメリカのネット局『D-REX』に出資。日本で『D-REXジャパン』を設立し、桐姫が社長に就任した。
アーロンチェア
起業準備していた際に、ハルがガクのために購入したオフィスチェア。実際にハーマンミラー社から販売されており、2024年現在では実売25万円ほど、セール時には20万円ほどの価格である。経営者や漫画家などのデスク作業をしている成功者からの評判が良く、高機能なデスクチェアとして知られている。
トリリオンモバイル
桐姫の発案により、ハルとガクとの3人で立ち上げた携帯電話事業者のサービス名。
寿司 天王寺
鳥取にあるハルの実家。寿司職人である父親が店主として切り盛りしている。成功者となったハルから「店舗改修費用」として資金提供されたが、手を付けていない。
鳥取フェニックス
万年最下位レベルの弱小プロ野球団。黄金期は15年前にまで遡る。

## 取材協力先
稲垣およびスペリオール編集部は様々な起業家・投資家・スタートアップ企業に取材と監修を依頼しており、リアリティある作品に仕上げている。取材先・監修先は該当シーンのコマ外（単行本は巻末）に注記されている。
- 佐俣アンリ
- 藤田晋
- けんすう
- 株式会社Flatt Security[33]（原作版・ドラマ版[34]両方でガクのPCスキルなどを監修）
- 株式会社Sakaseru[35]（原作版・ドラマ版両方でヨリヌキ編を監修）
- 岡本吉起（ソーシャルゲーム編）
- Smappa!Group（ヨリヌキ編）
- 朝岡優太（ソーシャルゲーム編）
- くられ
- 宮野響太
- 市川栄治（ガクのコーディネートを担当）
- 亜留間次郎（中東豆知識を担当）

## 書誌情報
- 稲垣理一郎（原作）・池上遼一（作画）『トリリオンゲーム』小学館〈ビッグコミックス〉、既刊10巻（2025年2月14日現在）
  1. 2021年3月30日発売[36][37]、ISBN 978-4-09-861010-5
  2. 2021年8月4日発売[12][13]、ISBN 978-4-09-861113-3
  3. 2022年1月4日発売[38]、ISBN 978-4-09-861228-4
  4. 2022年7月4日発売[39]、ISBN 978-4-09-861320-5
  5. 2022年10月28日発売[40]、ISBN 978-4-09-861456-1
  6. 2023年3月30日発売[41]、ISBN 978-4-09-861605-3
  7. 2023年7月12日発売[42]、ISBN 978-4-09-861853-8
  8. 2023年11月30日発売[43]、ISBN 978-4-09-862626-7
  9. 2024年4月30日発売[44]、ISBN 978-4-09-862691-5
  10. 2025年2月14日発売[45]、ISBN 978-4-09-863035-6

## テレビドラマ
2023年7月14日から9月15日まで、TBS系「金曜ドラマ」枠で放送された。主演は連続ドラマ単独初主演となる目黒蓮（Snow Man）。
ストーリーは基本的に原作を踏襲しているが、原作で当時連載中のエピソードに追いついた為、第8話放送からドラマオリジナルのエピソードが展開された。
2023年7月にはTBSドラマでの放送開始及び第7巻のプロモーションとして東京都内の各駅に広告を展開した。場所はTBSがある赤坂駅、他IT企業の本社に近い渋谷駅・二子玉川駅・品川駅・赤坂見附駅、そして新宿駅・神保町駅では稲垣の前作『Dr.STONE』の主人公・石神千空にかけた『唆（そそ）る』という言葉を用いるなど、それぞれ違うコピーをポスターに使用した。特に渋谷駅では取材先の藤田晋が社長を務めるサイバーエージェントとの挑発広告となっている。
TBSドラマ版は以上に加えて、2023年7月にセブンイレブンで主人公・ハルが劇中で作る特製炒飯をフィーチャーした「ハルの特製キムチチャーハンおむすび」を販売。また、ドラマの放送期間中、全国のららぽーとにおいて、劇中セットの展示やグッズ販売を行う「トリリオンゲームキャラバン」が開催されている。

### キャスト
原作で苗字のみの登場人物は、原作者の稲垣により改めて名前が付けられている。

#### 主要人物
天王寺陽（てんのうじ はる） / ハル
演 - 目黒蓮（Snow Man）（中学時代：齋藤潤）
類いまれなコミュニケーション能力で老若男女からモテる天性の人たらし。
平学（たいら まなぶ） / ガク
演 - 佐野勇斗（中学時代：白鳥晴都）
優れたプログラミングスキルを持つパソコンオタク。ハルの中学時代の同級生。

#### 周辺人物
高橋凜々（たかはし りんりん） / リンリン
演 - 福本莉子（第2話 - ）
トリリオンゲーム社に初採用された堅物な就活生。明立大学4年生。
話題性を狙い、入社初日でハルから社長に任命される。
水樹風華（みずき ふうか）
演 - あかせあかり
祁答院の秘書。株や投資の知識を持つ女子高校生。
祁答院一輝（けどういん かずき）
演 - 吉川晃司
祁答院ベンチャーキャピタルの社長で投資家。芸能事務所「ゴッドプロモーション」の元敏腕マネージャーだった過去を持つ。
ハルとガクの能力を見抜き、2人に出資する。

#### ドラゴンバンク
日本最大のIT企業。
黒龍一真（こくりゅう かずま）
演 - 國村隼
ドラゴンバンクを一代で築き上げたカリスマ経営者。
黒龍キリカ（こくりゅう キリカ） / 桐姫（きりひめ）
演 - 今田美桜
取締役。一真の娘。ハルとガクを支配下に置こうとする。
長瀬忠則（ながせ ただのり）
演 - 竹財輝之助
社長令嬢である桐姫のボディーガード兼秘書。

#### ゲスト

##### 第1話
前山田元
演 - 加治将樹
前山田ライフコンサルタントの社長。投資家。ハルとガクから企業計画書のプレゼンを受け、ハルから5千万円の出資金を希望される。
水島敬一郎
演 - 安藤広郎
水島Founders fundの会長。投資家。ハルとガクから事業への出資金を募られる。
市川雄一郎
演 - 市川雄一郎（本人役）
Global Financial Schoolの校長。ハルとガクから事業への出資金を募られる。
女性
演 - 島田桃依
スポーツバーで、ドラゴンバンク主催のセキュリティチャンピオンシップが開催される情報をハルとガクに教える。
司会
演 - 赤ペン瀧川
セキュリティチャンピオンシップファイナルの司会者。
面接官
演 - 加藤満（最終話）、貴山侑哉（最終話）
ドラゴンバンクの新卒採用の面接官。
高木
演 - ハルキ（第3話 - 最終話）
一真の側近。桐姫がハルとガクに出資をしようとしていると伝える。
秘書
演 - 猪征大（第3話・第5話 - 最終話）
黒龍の秘書。
ハッカー
演 - 上谷圭吾、岩永ひひお
セキュリティチャンピオンシップにシード出場したドラゴンバンク選抜チームのハッカー。
チンピラ
演 - 小澤雄喜、柏崎隼風、鈴木心
2016年、まだハルとガクが中学生だったころ、街中でガクをカツアゲしようとしたチンピラたち。
記者
演 - 山口知紗
戦略的パートナーシップ契約調印式後の移動中、ガクに「今ハルさんに会うことができたら、何と声をかけられますか？」と質問する。

##### 第2話
栞（しおり）
演 - 工藤美桜
会員制ラウンジのラウンジ嬢。祁答院が3千万円を15パーセントの出資比率でハルたちに出資する条件として、ラウンジ嬢を一晩で口説き落とすテストが出され、ハルに口説き落とされる。
ラウンジ嬢
演 - 新田桃子（第3話）、橋本萌花、西谷麻糸呂、青木胡杜音（第3話）
栞の同僚。ハルたちを接客する。
花屋の店主
演 - 佐藤まんごろう（第3話）
凜々がアルバイトする花屋の店主。一輪入れ忘れた花を購入客に律儀に届けに行く凜々を「堅物だな」と評する。
玩具メーカーの社員
演 - 田村義晃
玩具メーカー「フエゴ玩具」の社員。ハルと凛々からAIセレクトショップ「ヨリヌキ」（本当は人力）の売り込みをうける。
てんぱ組
演 - でんぱ組.inc（第3話・第6話・第7話）
ドラゴンバンクの新作ゲーム「ドラゴン娘2」のイメージキャラクター。発表イベントでパフォーマンスを披露する。
後日、フラワーギフトAI「花ヴィーナス」のCMキャラクターを務める。
コージィ
演 - じろう（シソンヌ）
てんぱ組のりあぴ（演 - 小鳩りあ）推しのトップオタ。「ドラゴン娘2」の発表イベントで、てんぱ組のパフォーマンスに合わせてオタ芸で応援する。
ハルにフラワーギフトに特化した「ヨリヌキ」を紹介され、りあぴに花をプレゼントするとSNSで取り上げられ、大評判となる。
蜜園雫（みつぞの しずく）
演 - 余貴美子（第3話・第4話・最終話）
老舗の花屋チェーン「蜜園フラワー」の社長。祁答院の紹介で「ヨリヌキ」の売り込みをかけたハルたちに、1か月で売上2千万円を達成すれば、「ヨリヌキ」と契約すると告げる。
ハルたちは売上2千万円を達成するが、「ヨリヌキ」がAIでないと気付き契約を断ろうとする。しかし、次は蜜園フラワーの熟練職人の知識と腕を反映した本当のAIを作成すると提案されると、ドラゴンバンクの軍門に降ることを避け、「ヨリヌキ」と契約する。
ドラゴンバンクの「花ヴィーナス」の登場で急激に売り上げを落とし廃業の危機に陥るが、ハルにゲーム開発事業への協力を求められ、それに応じる。
最終話でドラゴンバンクを傘下に入れたトリリオングループへの参画をガクから求められ、参画する条件に凜々の「蜜園フラワー」の社長就任を要請する。
橋本
演 - 田久保宗稔（第3話・第4話）
蜜園の側近。ドラゴンバンクの子会社として生き残りをかけようと蜜園に進言する。
面接官
演 - 西野大作
凜々が新卒就職面接を受けた際の面接官。
司会
演 - 西本たける（スーパーサイズ・ミー）
ドラゴンバンクの新作ゲームソフト「ドラゴン娘2」発売記念のイベントの司会者。
就活生
演 - 押田岳（役名：金田大地）、青山凌大、佐藤菜奈子
トリリオンゲーム社の募集に応募してきた就活生たち。
トリリオンゲーム社の役員
演 - ダニエルレットン、和田亮太
ジャジーラネット社と戦略的パートナーシップを締結した未来のトリリオンゲーム社で、サウジアラビアに進出するかどうか議論している。

##### 第3話
ヒロト
演 - 黒羽麻璃央
歌舞伎町のホストクラブ「TOP DANDY」の年商2億円のナンバーワンホスト。客に「ヨリヌキ」の売り込みをかけるハルを許さず、彼とナンバーワンホストの座を賭けた売上対決を行う。
勝敗を決めるカギとなる桐姫が缶ビールで接客したハルの言い値の料金を支払ったことから、敗北する。
ハルとの約束通り敗北したことでホストを辞めようとするが引き留められ、バースデーイベントで「ヨリヌキ」を利用して花を購入し、SNSで宣伝され歌舞伎町で大評判となる。
店長
演 - 岩谷健司
TOP DANDYの店長。路上での客引き（キャッチ）と、人の客を取るのはNGとハルとガクに告げる。
ジョー、椿
演 - 七瀬公、岩男海史
TOP DANDYのホスト。ヒロトの子分。
アイミ
演 - 松井愛莉
ヒロトの太客。
キャバ嬢
演 - あの、石崎日梨
TOP DANDYの客。キャバ嬢。ハルとガクに接客され、担当する客や自分自身の誕生日などの記念日に、イベント用に花を購入することを教える。
客
演 - アンミカ
TOP DANDYでハルが接客する客。
客
演 - フワちゃん
TOP DANDYでガクが接客する客。
『ひるおび』の出演者
演 - 恵俊彰（本人役）、八代英輝（本人役）、皆川玲奈（TBSアナウンサー、本人役）
ドラゴンバンクが「ヨリヌキ」を丸パクリしたフラワーギフトAI「花ヴィーナス」について話題にする。
客
演 - 岩本えり、君島光輝
手品を披露するハルにキャッチでTOP DANDYに連れてこられた客。
重役
演 - 中野剛
ドラゴンバンクの重役。会議にて通信事業、エンタテインメント事業、不動産事業、金融事業、広告事業は好調だが、EC事業がいまひとつであると発表する。
ユウ
演 - 宮澤佑
歌舞伎町で働くホスト。自分の客に路上で声をかけたハルに因縁をつける。
ギャル
演 - まぁみ
ハルがハンカチ落としましたよと歌舞伎町の路上で声をかけるギャル。

##### 第4話
桜心護（さくら しんご）
演 - 原嘉孝（第5話・第6話・第8話 - 最終話）
ゲーム開発会社「SAKU SAKU LAB」の社長。ハルから最高のゲーム開発環境を与えると持ち掛けられ、トリリオンゲーム社と協業する。
賃料300万円、保証金2千万円のオフィスを与えられるが、実績のあるプロデューサー堀本主導でゲーム開発を進めようとすることが受け入れられず腐る。しかしガクから才能を信じてついてきてくれる仲間がいると励まされ、やる気を奮い立たせる。
第8話で描かれた少し未来の役員会議では執行役員の役職を拝命している。
斜森太郎（ななもり たろう）
演 - 前野朋哉（第5話・第6話・最終話）
SAKU SAKU LABの社員。
二葉小梢（ふたば こずえ）
演 - 安斉星来（第5話・第6話・最終話）
SAKU SAKU LABの社員。
巨椋優人（おぐら まさひと）
演 - 小平大智（第5話 - 第7話・最終話）
SAKU SAKU LABの社員。
堀本
演 - 岩崎う大（かもめんたる）
ゲームプロデューサー。課金額1兆円を誇る「ドラゴン娘」をプロデュースし「世界の堀本」と呼ばれるがドラゴンバンクを退社し、フリーランスとなる。
ハルに口説き落とされ、トリリオンゲーム社にヘッドハントされたことで、ゲーム開発費20億円の資金調達の原動力となるが、そもそもハルがSNSに虚偽の情報を拡散して作り上げた架空の人物で、無名の役者に演じさせていた。
受付
演 - 水口緒美
ゲーム開発会社「ATHLEO GAME」の受付。予約のない人とは会えないとハルの来社を断る。
受付
演 - 竹井ゆず
ゲーム開発会社「UNISTORE GAMES」の受付。予約のない人とは会えないとハルの来社を断る。
ゲーム開発会社の社員
演 - 西将輝
ゲーム開発会社「NEXTAGE」の強面の担当。ITベンチャーとは組めないとハルに引き取るように告げる。
トリリオンゲーム社の社員
演 - 川野快晴
少し未来の出来事として、ゲーム開発事業で2千億円の売り上げを記録したことをガクに報告する。
女性
演 - 菅原沙衣（第5話）
祁答院が釣り堀の池を見つめ回想した、運転中の車の前に飛び出した女性。ヒムロにひき逃げされた。

##### 第5話
神星夜（じん せいや）
演 - 塚本高史（第6話）
芸能事務所「ゴッドプロモーション」（通称「ゴップロ」）の二代目社長。小心者のため、祁答院から「ジュニア」と見下されている。
ハルからプロダクションの買収と退陣をヒムロのスキャンダルを引き合いに出され打診されるも拒否するが、株主総会でハルの指示でヒムロが交通事故の真相を暴露すると脅され、株価の暴落に怖気づき、自ら祁答院に社長職を譲ると宣言し、退任に追い込まれる。
ヒムロ
演 - 曽田陵介（第6話・第7話）
ゴップロの人気俳優。ゴップロ在籍時の祁答院にスカウト、育成されるが、ひき逃げ事故を起こし、祁答院が彼の身代わりとなってスキャンダルを回避する。
窮地を祁答院に救われ彼に恩義を感じていたところを、ハルに事務所の買収話の場に呼び出されると、その意図を理解した祁答院が『ゴップロ』を買収すれば事務所から捨てると芝居をされ、それに合わせて即興芝居で祁答院と仲たがいしたふりをして警察を呼んでもよいと叫び、神に揺さぶりをかける。
ゴップロの株主総会で、ハルの指示でひき逃げ事故の暴露するふりをして、神の社長解任と祁答院の新社長就任を議題に上げる。
マネージャー
演 - 奥田一慶（第6話）
ヒムロの現マネージャー。ヒムロから仕事を詰め過ぎと文句を言われる。
ドラゴンバンクの社員
演 - 高木公佑、守谷勇人
ゲーム開発部門の社員。ガクにサーバーをハッキングされるが、1千億円相当の価値を持つゲーム情報が流出されるどころか逆にセキュリティの脆弱性が改善され、注意書きまで残されていたと桐姫に報告する。
皇（すめらぎ）
演 - 西岡徳馬
皇興業の会長。通称「芸能界のドン」。ヒムロのスキャンダルを週刊誌に暴露するので、株価が下落する前に所有する『ゴップロ』の株を買い取るとハルと祁答院から料亭で打診される。にわかには信じがたい話と株売却を拒むが、神から株の買い取りをする人物が現れる話を聞いているはずだとハルに指摘され、今回の会話を録音していることを明かされた上、他人に株を売却して売り抜けることはインサイダー取引にあたると祁答院から釘を刺されて、自分たちへの株の売却、もしくは株主総会の委任状の提出を求められる。
蛇島透（へびじま とおる）
演 - 鈴木浩介（第6話・第8話 - 最終話）
ドラゴンバンクで「ドラゴン娘」を実際に開発したクリエーター。桐姫がドラゴンバンクの株価暴落を防ぐためにガクにドラゴンバンクのサーバーをハッキングしたことを口外させないよう、彼が求めていた「ドラ娘」の開発者の情報として名前を開示される。
接触を図ったガクと凜々に年収1億8千万円ならばトリリオンゲーム社に移籍すると条件を提示し、ガクたちは躊躇するが、ハルからお試しで社外アドバイザーとして制作に加わり、双方が同意した場合に正式移籍する段取りを交渉されたことで、その話に乗る。
黒龍にトリリオンゲームへの移籍を阻止されそうになるが、ハルからガチャの売上3%のインセンティブと、心が揺さぶられる瞬間が得られるトリリオンゲームへの移籍を呼びかけられ、ドラゴンバンクの新作ゲーム「ドラ娘ぷにぷに」の新作発表会の場でトリリオンゲームへの移籍と「プチプチアイランド」のリリースを発表する。
第8話で描かれた少し未来の役員会議では取締役の役職を拝命している。
受付
演 - 森脇里奈
ゴッドプロモーションの受付嬢。
監督
演 - 吉見征樹
2018年、まだ祁答院がヒムロのマネージャーだった頃に出演した作品の監督。

##### 第6話
金子
演 - 伊藤正之
金子コーポレーションの社長。ゴップロ株の10%を所有し、神の横暴なやり方が許せず、祁答院の勇気ある告発に賛同して委任状を委ねる。
しかし黒龍とのつながりから芝居をしており、祁答院を裏切り株主総会に出席し、神の社長退任に反対を表明する。
ゴップロ株の所有者
演 - 中田春介、井上浩
株主総会を前に、ハルからゴップロ株の買い取りを打診される。
『ゴップロ』のタレント
演 - 島村雄大、伊波大道、久木田菜々夏、みみりん
トリリオンゲームに買収され、「プチプチアイランド」の宣伝に登場する。
司会者
演 - 上田敦史
ドラゴンバンクのスマートフォン向けゲームアプリ「ドラゴン娘 ぷにぷに」発売記念 記者発表会見の司会者。

##### 第7話
白虎あかり（しろとら あかり）
演 - 百田夏菜子（ももいろクローバーZ）（第8話 - 最終話）
ジャパンテレビの人気女子アナウンサー。
報道志望であったがバラエティー番組ばかり担当させられていたため、ハルからスカウトされると真正面から報道に取りくむため、トリリオンTVに電撃移籍する。
功刀数良（くぬぎ）
演 - 津田健次郎（第8話 - 最終話）
ハルにトリリオンTVにスカウトされた番組制作会社の訳あり報道プロデューサー。
かつてジャパンテレビの花形プロデューサーであったが、スーパーのカット野菜異物混入事件の原因が労働環境の酷さに抗議して異物を混入した従業員のせいで、事件後解雇された労働基準法が絡んだ内幕を報道しようとしたが、スポンサーの顔色を伺った上層部に止められたため、報道の死と考え退社している。
第8話で描かれた少し未来の役員会議では取締役の役職を拝命している。
日影尽
演 - 佐戸井けん太（第8話・最終話）
D-REX JAPANのライツ事業部マネージャー。地上波放送局の人気番組を買い取り、地上波より先に放送する新社長の桐姫の戦略は難しいと臆せず意見したことから、桐姫に副社長に抜擢される。
ドラゴンバンクがトリリオングループの傘下となり、トリリオンTVの功刀と握手を交わす。
福西正雄
演 - 桐山浩一
大手スーパー「トピア」の社長。カット野菜に異物が混入していたことで謝罪会見を開く。
部長
演 - 金井良信
ジャパンテレビの部長。上層部がスポンサーの意向を考慮し、カット野菜異物混入事件を報道で追及するのを止めるよう、功刀に命じる。
カメラマン
演 - 湯田昌次
功刀の制作会社のカメラマン。取材対象の桐姫がどこから出てくるか分からないと、駆けつけた功刀に報告する。
オサバキ
演 - 谷恭輔（第9話・最終話）
有名な情報系ユーチューバー。動画配信するため、トリリオンTVに電撃移籍したあかりに付きまとう。
現状の3倍の報酬を支給するとハルから交渉され、トリリオンTV専属で映像を提供する契約を結ぶ。
鉱（あらがね）
演 - 矢島健一
トリリオンTVの大口スポンサー・ミスリルフォン工業の社長。最新機種のスマホがインバーターのないバッテリーのため、ポータブル発電機で充電すると発火する映像をあかりたちから見せられるが、必ず純正の充電器を使用するようにと説明書に書かれていると主張し、瑕疵を認めようとしなかった。
トリリオンTVがスマホ発火を報道しようとすると差し止めを要求したことから、ハルからCM出稿料のアップの裏取引を持ち掛けられる。
中華料理店で発火する恐れのあるスマホを突き付けられ、隣室にマスコミを控えさせその裏取引をばらすとハルから脅迫されると、安全第一でむしろ報道するようにハルに告げ、全商品をリコールすると宣言する。隣室にマスコミがいるというのはハルのはったりで、ハルに嵌められていた。
専務
演 - 岩本淳
ミスリルフォン工業の専務。
アナウンサー
演 - 篠原梨菜（TBSアナウンサー）
ドラゴンバンクが米国大手配信サービス会社D-REX JAPANを買収したニュース速報を読み上げる。
出演者
演 - Yes!アキト、ピンタンパン、ブルーレディ、かけおち、野良のりオ
トリリオンTVの番組でのバンジー対決、クレイジーグルメ、お笑いマラソンの出演者。
出題者
声 - 村杉明彦
トリリオンTVのバンジー対決でのクイズ出題者。
立てこもり犯
演 - 浦島三太朗
護送中の警察車両から逃走し、三鷹市の飲食店に立てこもった犯人。
ディレクター
演 - マコト
あかりが行った連日大行列のスイーツ店でのシュークリームのグルメレポの番組ディレクター。
トリリオンゲーム社員
演 - 村越亮太
これ以上アクセスが集中したらサーバーが持たないのではないかと心配する。
人質
演 - 道仙拓真
立てこもり事件の店内人質となったオサバキの仲間。メガネの内蔵カメラより現場を生配信する。

##### 第8話
宇佐美マリ（うさみ マリ）
演 - 麻生祐未
人気のアニメ制作スタジオ「ポポラ」の監督。ドラマオリジナルキャラクター。
D-REXとの独占配信契約のアニメを制作するまでの半年の間に、安住が20年前に温めていた企画『風の丘の少女』をアメリカのアニメスタジオ「カリフォルニアランド」と共同で制作することを持ち掛けられ乗り気になるが、制作発表会見の直前にハルに騙されていたことを桐姫にばらされる。しかし、20年前に『風の丘の少女』の企画に心を震わせており、これまで安住が資金を集めアニメ制作ができていたことに恩義を感じていたことから、彼女への信頼と恩返しの証として『風の丘の少女』の制作を宣言する。
安住久子
演 - 中島ひろ子
ポポラのプロデューサー。20年前、マリとポポラを立ち上げている。ドラマオリジナルキャラクター。
D-REXとポポラの新作アニメの独占配信契約を締結したので、トリリオンTVへのアニメ制作はできないとハルたちに告げる。しかし、自身の実体験がベースのスタジオ立ち上げ時にお蔵入りになったアニメ企画『風の丘の少女』の制作をハルから提案される。
ウォルト / ジョニー
演 - ライアン・ブレネセン
世界一のアニメスタジオ「カリフォルニアランド」のアートディレクター。マリのアニメ作品を見てアニメーターを志しており、マリと共同でアニメ制作できると聞き涙が止まらなかったと感想を述べる。マリのスケッチを見て『風の丘の少女』のワンシーンを制作したものを見せ、500人のスタッフと一緒に仕事をしようとプレゼンする。しかし、その正体は本物のウォルトが顔出しNGで正体が不明だったことを利用し、ハルがマリを騙すために雇った日本を旅行中のバックパッカーであった。
ユキ
演 - 原扶貴子
スタジオ・ポポラのスタッフ。わがままで身勝手なマリに振り回される。
アニメーター
演 - 堂ノ下沙羅、宮森右京
マリからキャラの髪型をダメ出しされたり、「写真や映像を写すだけならロボットと一緒」などと叱責される。
記者
演 - 黒木俊穂
D-REXジャパン記者会見に出席した記者。アジアの大手家電メーカー「セレティック」および「ファーリング」の2社と業務提携し、新発売されるネット対応テレビ全てのリモコンにD-REX専用ボタンを設置する上、D-REXの料金を1年間無料にするという発表を受け、質問する。
記者
演 - 田中貴裕
トリリオンTV、スタジオ・ポポラ 二社合同記者会見に出席した記者。発表された『風の丘の少女』の制作が半年で完成するのか質問し、ガクがAIを使用しアニメーターの負担を減らすことができるので可能と説明をうける。
また、手描きの作画に拘っていたマリがAIを採用する理由も質問するが、マリは安住のためと答える。

##### 第9話
松井
演 - 椿奈央
トリリオンゲーム社・決算事業部の「トリンリンPay」の開発者。裏でドラゴンバンクの長瀬と通じいる。
トリリオンゲーム社が潰れれば桐姫がドラゴンバンクに戻ってくると考えた長瀬の指示で、トリリオンゲーム社の個人情報を流出させる。
コンビニ店主
演 - 松本慎也
デイリーヤマザキのスタッフ。ハルたちから「トリンリンPay」による決済の導入を提案され、「一部のエリアなら」と了承する。
美容院の店主
演 - たかし（トレンディエンジェル）
ハルから「トリンリンPay」による決済の導入を提案される。
ドラゴンストアの専務
演 - 眼鏡太郎
スーパーを視察に現れた桐姫を案内し、電子マネー「ドラコ」を普及しようとしていることを報告する。
堀井
演 - 宮崎吐夢
私鉄が採用する交通系電子マネー「PASCA」の運営会社の担当。ハルから「トリンリンPay」との提携を提案されるが、私鉄連合の代表・南急電鉄の社長である渡利に交渉するよう告げる。
渡利
演 - 大和田伸也
南急電鉄の社長。電子マネーとの提携を持ち掛けられたハル、桐姫の両者と面談するが、交通系電子マネーが金儲けの道具に利用され顧客のニーズが偏るのを避けたいとの理由で提携を断る。しかし、ハルと桐姫によりネット市場トップのトリリオンゲーム社と小売市場トップのドラゴンストアが業務提携したことで、交通系マネーが加われば無敵のキャッシュレス決済になると持ち掛けられたことから、交通機関以外の経済も活性化すると判断し、次の私鉄連合定例総会で電子マネーの提携を議題に上げると約束する。
だが、桐姫のバックにいるドラゴンバンクを敵に回したくないために話を聞いた体裁を取り繕っただけで、いざ私鉄連合定例総会が開かれると、利害の異なった企業の集合体が足並みをそろえて動くには時間がかかるとの理由で提携に反対の意思を示す。
ハルと桐姫の策略で、一度はPASCAとトリンリンPay、ドラコの提携が決まるが、後日それを白紙撤回し、PASCAがドラゴンバンクの新決済サービス「ドラゴンペイ」、旧公共鉄道が採用する交通系電子マネー「SUISUI」と提携することを発表する。
議長
演 - 廣川三憲
私鉄連合定例総会の議長。議題に上がったPASCAとトリンリンPay、ドラコとの提携賛成の決を取る。
私鉄連合定例総会の出席者
演 - 谷川昭一朗、世志男（役名：私鉄社長）、潟山セイキ（役名：ドラゴンストア専務）
ハルからオサバキが盗撮した愛人同伴出張や賄賂を渡す映像を見せられ脅され、桐姫からビルテナントから一斉撤退すると圧力をかけられるなどしており、PASCAとトリンリンPay、ドラコとの提携に賛成票を投じる。
トリンリンPay
声 - 神崎友未佳
「買い物するならトリンリンPay」「ポイント30％還元」のCMと「トリンリン」の音声。

##### 最終話
アナウンサー
演 - 良原安美（TBSアナウンサー）
『報道1930』でドラゴンバンクがトリリオンゲーム社を買収したニュースを伝える。
橘昌広
演 - 小木茂光
ドラゴンバンクに買収されたトリリオンゲーム社の新社長。蛇島にクリエイティブなことは期待しておらず、言われたことだけをやればよいと告げる。
ガクに総務部への異動を命じ、ハルがガクのために購入してくれたアーロンチェアを廃棄する。
投資家
演 - 坂口進也
株価が暴落するのでドラゴンバンク株は売りに出したほうが良いとハルから勧められる。
海外投資家
演 - ピエトロ・クリスト
ハルの策略で市場に出回ったドラゴンバンク株を祁答院から購入を勧められる。
食事客
演 - カルロス・ウエムラ
海外のレストランで一人でジェンガをする祁答院を見て「あいつ1時間も何してんだ？」と思わずつぶやく。
食事客
演 - セバスチャン・K
海外のレストランでビジネスの打ち合わせをする二人組の一人。祁答院から大金を見せられ過去にハルとガクに言ったように「俺がお前たちを買ってやる」と声をかけられる。
記者
演 - 池田恵子、諸喜田智也
トリリオンゲーム社の情報漏洩釈明記者会見で凜々に容赦ない質問を浴びせる記者。
佐藤ひかり
演 - 松島志歩
トリリオンTVのあかりの後任キャスターとして新社長の橘が連れてきた女性。

### スタッフ
- 原作 - 稲垣理一郎（原作）、池上遼一（作画）『トリリオンゲーム』（小学館『ビッグコミックスペリオール』連載）[4]
- 脚本 - 羽原大介[4]
- 音楽 - 木村秀彬[152]
- 主題歌 - Snow Man「Dangerholic」（MENT RECORDING）[153]
- IT・セキュリティ技術監修 - 株式会社Flatt Security
- IT・セキュリティ技術協力 - 株式会社リチェルカセキュリティ[154]
- CG画面制作 - 網取敬（ぴーたん）、江口勇斗（ぴーたん）
- アクション監修 - 岡渕景也
- フランス語指導 - オピリ
- 中国語指導 - 銀城かおる
- ビリヤード指導 - 奥田玲生（JPBA）[155]、岡田將輝（JPBA）[155]
- 投資家取材協力 - 佐俣アンリ
- 科学監修 - くられ
- 投資監修 - 市川雄一郎（Global Financial School）
- 演出 - 村尾嘉昭、竹村謙太郎、田中健太[4]
- プロデューサー - 松本明子、松下ひろみ、加藤章一[4]
- 製作 - TBSスパークル[94]、TBS[94]

### 放送日程
| 章                                                                          | 各話   | 放送日  | サブタイトル                                             | 演出       | 視聴率 |
| --------------------------------------------------------------------------- | ------ | ------- | -------------------------------------------------------- | ---------- | ------ |
| 第1章                                                                       | 第1話  | 7月14日 | 世界一のワガママ男&気弱なパソコンオタクの最強タッグ誕生! | 村尾嘉昭   | 7.4%   |
| 第1章                                                                       | 第2話  | 7月21日 | 遂に会社設立!社長は新入社員!?                            | 村尾嘉昭   | 5.6%   |
| 第1章                                                                       | 第3話  | 7月28日 | 目指せナンバー1!ホスト対決で歌舞伎町を制す!?             | 竹村謙太郎 | 5.2%   |
| 第2章                                                                       | 第4話  | 8月04日 | 新たな挑戦!ソシャゲーで一発逆転!?                        | 竹村謙太郎 | 5.5%   |
| 第2章                                                                       | 第5話  | 8月11日 | 友情決裂!?俺が芸能界を乗っ取る!                          | 村尾嘉昭   | 5.3%   |
| 第2章                                                                       | 第6話  | 8月18日 | 巨大企業と激突!決戦は株主総会!?                          | 竹村謙太郎 | 5.0%   |
| 第3章                                                                       | 第7話  | 8月25日 | いざ1兆円へ!新たな仲間とTV進出                           | 田中健太   | 4.9%   |
| 第3章                                                                       | 第8話  | 9月01日 | 国民的人気アニメの争奪戦!?ワガママ男vsワガママ女性監督   | 竹村謙太郎 | 5.1%   |
| 最終章                                                                      | 第9話  | 9月08日 | 最後の賭けに訪れる史上最悪の危機                         | 田中健太   | 5.3%   |
| 最終章                                                                      | 最終話 | 9月15日 | さよならワガママ男!全てを賭けた最後の戦い                | 村尾嘉昭   | 5.9%   |
| 平均視聴率 5.5%（視聴率はビデオリサーチ調べ、関東地区・世帯・リアルタイム） |        |         |                                                          |            |        |

- 初回は22時 - 23時9分の15分拡大放送[48]。

### エピソード
- ドラマ撮影中での差し入れはSnow Manの各メンバー一人一人から行われ、それぞれ違う中身がスタッフや出演者に振る舞われた。その影響で佐野が所属するM!LKや、百田が所属するももいろクローバーZのメンバーからも差し入れが行われた。具体的な中身はドラマの公式SNSで投稿された。
- 第1話でハルがドラゴンバンクに提出した履歴書の特技欄に「炒飯マスター」の記載がある。
- 第2話でハルがヲタ芸を踊るシーンがあるが、同じSnow Manメンバーの佐久間大介が目黒に踊り方を教えた。これにより、ファン（所謂スノ担）からは「佐久間仕込み」・「佐久間師匠」という言葉が使われた。
- 同ヲタ芸シーンで目黒と共に踊っていたのはでんぱ組.incの実際のファンである。[158]
- 第3話で撮影した「TOP DANDY」というホストクラブは新宿歌舞伎町に実在する店舗である。ハルとヒロトの接客でヘルプ（補助）に入るガク以外のホスト達は、実際に同店舗で働く本業のホスト達である。[159]
- 2023年8月にYouTubeのM!LK公式チャンネルで、『ガクがハル君チャーハン作ったよ』と称して、ドラマ前半で使用された「ガクの自宅」セットにあるキッチンでハルが作っているというチャーハン作りに挑戦した。なお、その場であるのは材料だけでレシピはない。佐野の料理（「佐野飯」とも呼ばれる）の披露と同時に、ガクの自宅セットの解説も佐野自身によって行われた。
- 2023年9月6日、ドラマ公式SNSでは目黒・佐野・原の3名による主題歌「Dangerholic ハル×ガク×桜 ver.」のダンス動画が投稿された。佐野のインスタライブによると、この撮影を提案したのは目黒である。
- 2023年9月12日、YouTubeのM!LK公式チャンネルで、『トリリオンゲームの撮影現場の裏側！こだわりのセットをガクが紹介してくれました。』が投稿され、佐野による祁答院VCオフィスとトリリオンキャッスルのセットの解説が行われた。
- ハルがドラマ中で運転した外車は2台ある。1台目であるメルセデス・マイバッハのナンバーは「02-16」（2月16日）と目黒の誕生日と同じ数字である。2台目として最終話でランボルギーニ・アヴェンタドールに乗っているが、ナンバープレートはSnow Man宮舘涼太の誕生日と同じ「品川325」（3月25日）、深澤辰哉の誕生日と同じ「‥55」（5月5日）であった。
- ガクのPCスキルをはじめとした「IT・セキュリティ技術監修」について、原作と同じ「株式会社Flatt Security」に監修を依頼している。第1話及び第5話のハッキングシーンが現実で技術的に可能かどうかの解説をブログ記事で紹介している[160]。
- 地上波放送終了後、Netflix版には「英語」「ブラジル・ポルトガル語」「韓国語」「簡体字中国語」の字幕が追加された。（他にも自動翻訳で他言語にも対応している）

### 受賞
2024年
- 第33回TV LIFE年間ドラマ大賞 主演男優賞・主題歌賞・作品賞

| TBS系列 金曜ドラマ                                                  | TBS系列 金曜ドラマ                           | TBS系列 金曜ドラマ                             |
| 前番組                                                              | 番組名                                       | 次番組                                         |
| ------------------------------------------------------------------- | -------------------------------------------- | ---------------------------------------------- |
| ペンディングトレイン-8時23分、明日 君と （2023年4月21日 - 6月23日） | トリリオンゲーム （2023年7月14日 - 9月15日） | フェルマーの料理 （2023年10月20日 - 12月22日） |

## 実写映画
『劇場版 トリリオンゲーム』のタイトルでテレビドラマの続編となる劇場映画が2025年2月14日に公開された。

### キャスト（実写映画）
- 天王寺陽 / ハル：目黒蓮[7][8]
- 平学 / ガク：佐野勇斗[7][8]
- 黒龍キリカ / 桐姫：今田美桜[162]
- 高橋凜々 / リンリン：福本莉子[162]
- 蛇島透：鈴木浩介[163]
- 長瀬忠則：竹財輝之助[163]
- 水樹風華：あかせあかり[163]
- 桜心護：原嘉孝[163]
- 功刀数良：津田健次郎[163]
- ラモーナ・タキガワ：シシド・カフカ[164]

ウルフの側近。カジノでディーラーとしても働く。
- 宇喜多隼人（うきた はやと）：田辺誠一[164]

日本屈指の財閥企業・宇喜多グループの社長。
- ウルフ・リー：石橋凌[164]

世界一のカジノ王。
- 祁答院一輝：吉川晃司[162]
- 黒龍一真：國村隼[163]

### スタッフ（実写映画）
- 原作：稲垣理一郎（原作） / 池上遼一（作画）『トリリオンゲーム』（小学館『ビッグコミックスペリオール』連載）
- 監督：村尾嘉昭
- 脚本：羽原大介
- 音楽：木村秀彬
- 主題歌：Snow Man「SBY」（MENT RECORDING）[165]
- プロデューサー：松下ひろみ、大脇拓郎、松本明子、加藤章一
- 撮影：加藤十大
- 照明：山下昌也
- 録音：杉村賢太郎
- 美術：雨宮里美、坂根洋子
- 装飾：佐藤雄介
- 衣装：川合希
- スタイリスト：金順華
- ヘアメイク：松浦顕子
- 持道具：清田雪乃
- スタントコーディネーター：田渕景也
- 編集：尚宝
- VFXスーパーバイザー：田中貴志
- DIプロデューサー：齋藤精二
- スクリプター：根本純
- 音楽プロデューサー：久世烈
- サウンドデザイン：石井和之
- 音響効果：佐藤恵太
- 宣伝プロデューサー：中西藍
- 監督補：棚澤孝義
- 助監督：實光美々佳
- スケジュール：副島宏司
- 制作担当：永冨義人
- 制作プロダクション：TBSスパークル
- 配給：東宝
- 製作幹事：TBSテレビ
- 製作：劇場版「トリリオンゲーム」製作委員会（TBSテレビ、TBSスパークル、小学館、東宝、TCエンタテインメント、S・D・P、MBS、CBCテレビ、コンテンツ・スリー、RKB毎日放送、HBC北海道放送、田辺音楽出版）

## テレビアニメ
2024年10月から2025年3月までTBSテレビほかにて連続2クールで放送された。
ラストは原作者が書き下ろしたアニメオリジナルであり、原作のトリリオンTV編の途中までを描いた後に数年後のエピローグに時代が移り、放送時点の原作では一切描かれていなかった大富豪編の時期のハルが登場する。

### スタッフ（テレビアニメ）
- 原作 - 稲垣理一郎、池上遼一[20]
- 監督 - 佐藤雄三[20]
- シリーズ構成 - 金月龍之介[20]
- キャラクターデザイン - 土屋圭[20]
- サブキャラクターデザイン - 尾崎智美[29]
- プロップデザイン - 勝はるな[29]
- 総作画監督 - 横山愛[29]
- 色彩設計 - 中内照美[20]
- 美術ボード - 上野秀行[20]
- 美術設定 - 杉山晋史[20]
- 撮影監督 - 畑中宏信[20]
- VFXスーパーバイザー - 加藤道哉[20]
- 3D監督 - 田中康隆[20]
- 2Dデザイン - 鳴河美佳[29]
- 編集 - 塚常真理子[20]
- 音響監督 - 小泉紀介[20]
- 音響効果 - 山谷尚人[20]
- 音響制作 - マジックカプセル[20]
- 音楽 - 伊賀拓郎[20]
- 音楽制作 - KADOKAWA[29]
- 音楽プロデューサー - 水鳥智栄子
- プロデューサー - 石上丈太郎、佐野貢一、吉田勇樹、西前朱加、常本大貴、比嘉麻衣子
- 制作プロデューサー - 芦川真理子
- アニメーション制作 - マッドハウス[18]
- 製作 - アニメ「トリリオンゲーム」製作委員会[20]

### 主題歌
「Beat the odds」
&TEAMによる第1クールのオープニングテーマ。作詞はDavid Wilson、Soma Genda、Elijah Noll、Ryo Ito、TSINGTAO、Ryan Shin、gratia、BYDOR ARCHIVE、Jacob Critch、Wyatt Sanders、Horace Dodd、barbora、作曲はKyle Reith、David Wilson、Soma Genda、Elijah Noll、Ryan Shin、BYDOR ARCHIVE、Jacob Critch、Wyatt Sanders、Horace Dodd、Tony Ferrari、Jamesy Minimal。
「over the top」
宮本浩次による第2クールのオープニングテーマ。作詞・作曲は宮本浩次。
「アンビリーバブル」
Klang Rulerによる第1クールのエンディングテーマ。作詞・編曲はyonkey、作曲はKlang Ruler。
「EGOIST」
imaseによる第2クールのエンディングテーマ。作詞・作曲はimase、編曲はmabanua。

### 各話リスト（テレビアニメ）
| 話数   | サブタイトル             | 脚本       | 絵コンテ       | 演出                              | 作画監督                                                                                                 | 総作画監督                                                        | キャラクター 総作画監督  | 初放送日       |
| ------ | ------------------------ | ---------- | -------------- | --------------------------------- | --- | ----------------------------------------------------------------- | ------------------------ | -------------- |
| 第1話  | 世界一のワガママ         | 金月龍之介 | 佐藤雄三       | Kim Min-sun                       | Park Yeong-hee Jung Ji-moon Ha Yeun-jung Go Ye-ja Cho Hye-jung                                           | Song Jin-hee                                                      | 土屋圭                   | 2024年 10月4日 |
| 第2話  | START UP                 | 金月龍之介 | 川尻善昭       | 石田暢 Kim Bong-deok              | Go Yu-il Kim Bong-deok Shin Seong-min Cho Mi-jeong                                                       | Ha Yeon-jeong                                                     | 横山愛                   | 2024年 10月4日 |
| 第3話  | お前なら勝つだろ         | 金月龍之介 | 佐藤雄三       | 石田暢                            | Park Yeong-hee Mubon Hyung-jun Song Hyeon-ju                                                             | Ha Yeon-jeong                                                     | 横山愛                   | 10月11日       |
| 第4話  | ワルい男                 | 広田光毅   | 若林漢二       | 若林漢二 Hwang Il-jin             | Hwang Young-sik Choi Jong-gih Hong Mi-gyeong Lee Gyeoung-soon Park Soo-in Yoon Seung-hyun Jang Sang-mi   | Jung Ji-moon                                                      | 土屋圭 横山愛            | 10月18日       |
| 第5話  | 乙女の眼差し             | 河口友美   | 川尻善昭       | 中野彰子 堀健太郎                 | Choi Eun-yeong Kim Ran-yeong Lee Seung-hee                                                               | Song Jin-hee                                                      | 土屋圭                   | 10月25日       |
| 第6話  | 月まで欲しくて           | 金月龍之介 | 中野彰子       | 中野彰子 Kim Min-sun 堀健太郎     | Han So-yi Yoon Seung-hyun Jang Sang-mi Son Sopheapanha                                                   | Ha Yeon-jeong                                                     | 横山愛                   | 11月1日        |
| 第7話  | 株式会社トリリオンゲーム | 広田光毅   | 川尻善昭       | 石田暢 Kim Bong-deok              | Kim Bong-duk Shin Sung-min Kim Hyun-kyung Ko Yu-il Kim Hee-jung                                          | Kwon Hyeok-jung                                                   | 土屋圭 村谷貴志          | 11月8日        |
| 第8話  | 花と華                   | 金月龍之介 | 川村賢一       | 若林漢二 Kim Min-sun              | Yoon Seung-hyun Jang Sang-mi Han So-yi Kim Da-bin Vuth Sovanthida Meth Soriya                            | Song Jin-hee Jeong Ji-moon                                        | 横山愛                   | 11月15日       |
| 第9話  | 歌舞伎の花道             | 広田光毅   | いしづかあつこ | 石田暢 Hwang Il-jin               | Park Yeong-hee Bae Jae-un Shin Seung-sook Lee Seung-hee Cho Hye-jung Lee Chan-ju                         | Ha Yeon-jeong                                                     | 土屋圭 箕輪豊 村谷貴志   | 11月22日       |
| 第10話 | GOLDEN EGG               | 河口友美   | 若林漢二       | 若林漢二 Hwang Young-sik          | Hwang Young-sik Hong Mi-gyeoung Park Soo-in                                                              | Kwon Hyeok-jung                                                   | 横山愛                   | 11月29日       |
| 第11話 | 幻の男                   | 広田光毅   | 川尻善昭       | 堀健太郎 Hwang Il-jin             | Song Seung-taek Jung Eun-hee Yoon Seung-hyun Kim Da-bin Han So-yi Meth Soriya Vuth Sovanthida            | Song Jin-hee Jeong Ji-moon                                        | 土屋圭 村谷貴志 箕輪豊   | 12月6日        |
| 第12話 | ワルがふたり             | 金月龍之介 | 川尻善昭       | 石田暢                            | Choi Eun-yeong Bae Jae-un Lee Seung-hee                                                                  | Ha Yeon-jeong                                                     | 横山愛 箕輪豊            | 12月13日       |
| 第13話 | 決戦!!                   | 河口友美   | いしづかあつこ | 若林漢二 Kim Min-sun              | Yoon Seung-hyun Jang Sang-mi Han So-yi Kim Da-bin Vuth Sovanthida Meth Soriya Cho Hye-jung Hong Da-young | Kwon Hyeok-jung                                                   | 土屋圭                   | 12月20日       |
| 第14話 | ハルVS.ガク              | 金月龍之介 | 中野彰子       | 三宅辰典 Hwang Young-sik          | Hwang Young-sik Lee Gyeoung-soon Goo Gyeoung-ok                                                          | Song Jin-hee Jeong Ji-moon                                        | 横山愛 箕輪豊            | 2025年 1月10日 |
| 第15話 | WITH YOU                 | 広田光毅   | 川村賢一       | 若林漢二 Hwang Il-jin             | Ha Seung-hee Park Ae-lee                                                                                 | Kwon Hyeok-jung Ha Yeon-jeong Jo Won-hee                          | 横山愛 村谷貴志 箕輪豊   | 1月17日        |
| 第16話 | I LOVE MONEY             | 金月龍之介 | 川村賢一       | 石田暢 Hwang Il-jin               | Yoon Seung-hyun Jang Sang-mi Kim Da-bin Kim Hong-ik Meth Soriya Vuth Sovanthida                          | Ha Yeun-jung                                                      | 土屋圭 横山愛 村谷貴志   | 1月24日        |
| 第17話 | ハル無双                 | 河口友美   | 川尻善昭       | 若林漢二                          | Mubon Hyung-jun Bae Jae-un Lee Seung-hee Park Yeong-hee                                                  | Kwon Hyeok-jung Cho Won-hee                                       | 横山愛 箕輪豊 村谷貴志   | 1月31日        |
| 第18話 | ITの盃                   | 広田光毅   | 川尻善昭       | 堀健太郎 Kim Min-sun              | Yoon Seung-hyun Jang Sang-mi Kim Hong-ik Kim Da-bin Vuth Sovanthida Meth Soriya                          | Jung Ji-moon Song Jin-hee                                         | 土屋圭 箕輪豊            | 2月7日         |
| 第19話 | 頂よりも空を見て         | 金月龍之介 | 川尻善昭       | 石田暢 Hwang Young-sik            | Hwang Young-sik Lee Gyeoung-soon Goo Gyeoung-ok Shin Geum-sup Kim Jung-rim                               | Ha Yeon-jeong Jeong Ji-moon                                       | 横山愛 箕輪豊 村谷貴志   | 2月14日        |
| 第20話 | 栄冠の対価               | 河口友美   | いしづかあつこ | 三宅辰典                          | Ham Hyungmi Lee Seunghui Kim Hong-ik Kim Da-bin Vuth Sovanthida Meth Soriya                              | Song Jin-hee Jeong Ji-moon                                        | 土屋圭                   | 2月21日        |
| 第21話 | 龍王の掌                 | 金月龍之介 | 川尻善昭       | 石田暢 Kim Min-sun                | Woo Geum-yeong Park Yeong-hee Seo Sun-yeong                                                              | Yun Jeong-hye Jeong Eun-hui Ha Yeon-jung Song Jin-hui             | 土屋圭 箕輪豊 村谷貴志   | 2月28日        |
| 第22話 | ALL IN                   | 広田光毅   | 川尻善昭       | 若林漢二 Hwang Young-sik          | Hwang Young-sik Lee Gyeoung-soon Goo Gyeoung-ok Shin Guem-sup Kim Jung-rim                               | Cho Won-hee Kwon Hyuk-jeong Jeong Ji-moon                         | 横山愛 箕輪豊            | 3月7日         |
| 第23話 | MEDIA WARS               | 河口友美   | 堀健太郎       | 堀健太郎 Hwang Il-jin             | Lee Dong-hun Kim Hong-ik Yoon Seung-hyun Kim Da-bin Meth Soriya Vuth Sovanthida                          | Kwon Hyuk-jung Jang Kil-yong Jung Ji-moon                         | 横山愛                   | 3月14日        |
| 第24話 | I LOVE NEWS              | 金月龍之介 | 川尻善昭       | 石田暢                            | Kwon Hee-jae Song Seung-taek                                                                             | Yun Jeong-hye Jung Eun-hee Song Jin-hui Ha Yeon-jung Cho Hye-jung | 横山愛                   | 3月21日        |
| 第25話 | マネーの首輪             | 広田光毅   | 川尻善昭       | 若林漢二 Kim Min-sun              | Kim Seongbeom Yoon Seunghyun                                                                             | Jang Sangmi                                                       | 土屋圭 日向正樹 村谷貴志 | 3月28日        |
| 第26話 | GAME CHANGER             | 金月龍之介 | 佐藤雄三       | 佐藤雄三 Hwang Il-jin Kim Min-sun | Seo Soon-young Ha Seung-hee Shin Sung-min Go Yu-il                                                       | O Yang-hyun Hwang Mi-jung                                         | 土屋圭 日向正樹 箕輪豊   | 3月28日        |

### 放送局（テレビアニメ）
| 放送期間                                                                                    | 放送時間                     | 放送局      | 対象地域   | 備考                                            |
| ------------------------------------------------------------------------------------------- | ---------------------------- | ----------- | ---------- | ----------------------------------------------- |
| 2024年10月4日 - 2025年3月28日                                                               | 金曜 1:58 - 2:28（木曜深夜） | TBSテレビ   | 関東広域圏 | 製作参加 / 字幕放送                             |
|                                                                                             | 金曜 2:00 - 2:30（木曜深夜） | サンテレビ  | 兵庫県     | 製作参加                                        |
|                                                                                             |                              | KBS京都     | 京都府     |                                                 |
|                                                                                             | 金曜 23:00 - 23:30           | AT-X        | 日本全域   | 製作参加 / CS放送 / 字幕放送 / リピート放送あり |
| 2024年10月5日 - 2025年3月29日                                                               | 土曜 2:50 - 3:20（金曜深夜） | RKB毎日放送 | 福岡県     |                                                 |
| 2024年10月5日 - 2025年3月31日                                                               | 土曜 22:00 - 22:30           | BS11        | 日本全域   | BS放送 / 『ANIME+』枠                           |
| 2024年10月6日 - 2025年3月30日                                                               | 日曜 1:28 - 1:58（土曜深夜） | 北海道放送  | 北海道     |                                                 |
| 2024年10月6日 - 2025年4月6日                                                                | 日曜 2:39 - 3:09（土曜深夜） | CBCテレビ   | 中京広域圏 | 『アガルアニメ Type-C』枠                       |
| 2024年10月8日 - 2025年4月1日                                                                | 火曜 0:30 - 1:00（月曜深夜） | TOKYO MX    | 東京都     | 東京都内では実質再放送                          |
| 初回はBS11以外の放送局では2話連続放送、最終回はBS11とCBCテレビ以外の放送局では2話連続放送。 |                              |             |            |                                                 |

| 配信開始日    | 配信時間                   | 配信サイト |
| ------------- | -------------------------- | --- |
| 2024年10月4日 | 金曜 1:58（木曜深夜） 更新 | Amazon Prime Video |
| 2024年10月7日 | 月曜 2:00（日曜深夜） 更新 | dアニメストア ABEMA Lemino U-NEXT アニメ放題 Netflix バンダイチャンネル Hulu Disney+ FOD DMM TV TELASA J:COM STREAM 見放題 milplus WOWOWオンデマンド アニメタイムズ チャンネル music.jp ビデオマーケット カンテレドーガ クランクイン!ビデオ Rakuten TV HAPPY!動画 |

### BD
| 巻 | 発売日        | 収録話          | 規格品番   |
| -- | ------------- | --------------- | ---------- |
| 1  | 2025年2月26日 | 第1話 - 第6話   | ZMAZ-18001 |
| 2  | 2025年3月26日 | 第7話 - 第13話  | ZMAZ-18002 |
| 3  | 2025年4月25日 | 第14話 - 第19話 | ZMAZ-18003 |
| 4  | 2025年5月28日 | 第20話 - 第26話 | ZMAZ-18004 |

| TBSテレビ 金曜 1:58 - 2:28（木曜深夜）                                                           | TBSテレビ 金曜 1:58 - 2:28（木曜深夜）             | TBSテレビ 金曜 1:58 - 2:28（木曜深夜）                                                     |
| 前番組                                                                                           | 番組名                                             | 次番組                                                                                     |
| ------------------------------------------------------------------------------------------------ | -------------------------------------------------- | ------------------------------------------------------------------------------------------ |
| 七つの大罪 黙示録の四騎士（第13話 - 第24話） （2024年7月5日 - 9月20日） - ※1:59 - 2:29 - ※再放送 | トリリオンゲーム （2024年10月4日 - 2025年3月28日） | ンめねこ （2025年4月4日 - ） ※1:58 - 2:04イベントGO! ※2:04 - 2:11カイモノラボ ※2:11 - 3:45 |